# Một trăm linh một chú chó đốm
101 chú chó đốm (tiếng Anh: One Hundred and One Dalmatians) là một phim hoạt hình sản xuất bởi Walt Disney dựa vào truyện cùng tên của Dodie Smith. Bộ phim là phim điện ảnh thứ 17 của hãng Disney với nội dung về những chú chó đốm con bị bắt cóc bởi người phụ nữ phản diện Cruella de Vil vì bà ta muốn dùng lông của chúng để làm áo khoác. Chó cha Pongo và chó mẹ Perdita quyết định lên đường giải cứu đám cún con khỏi bàn tay của Cruella, đồng thời cũng cứu được 84 chú chó đốm khác được mua từ những cửa hàng bán thú cưng, đưa tổng số chó đốm con lên 101.
Bộ phim hoạt hình 101 chú chó đốm khởi chiếu tại các rạp vào ngày 21 tháng 1 năm 1961 thông qua hãng Buena Vista Distribution. Bộ phim là một thành công về mặt thương mại, đưa hãng Walt Disney ra khỏi tình trạng tài chính ngặt nghèo gây ra bởi sự thất bại của bộ phim Người Đẹp Ngủ Trong Rừng đã khiến hãng tiêu tốn khá nhiều để sản xuất trước đó 2 năm. Sự thành công thương mại của bộ phim không chỉ nhờ vào sự ủng hộ của khán giả đến rạp, mà còn do việc sử dụng những kỹ xảo hoạt hoạ kém đắt đỏ hơn như kỹ thuật sao chép khô xerography trong giai đoạn sản xuất, làm giảm giá thành khá nhiều để sản xuất bộ phim. Phiên bản phim người thật đóng của bộ phim được ra đời vào năm 1996.

## Tóm tắt cốt truyện
Chàng nhạc sĩ Roger Radcliffe sống trong một căn hộ nhỏ dành cho người độc thân ở London cùng với chú chó đốm tên Pongo. Quá chán với cuộc sống độc thân của mình và của chủ, Pongo quyết định đi tìm cho mình một cô chó khác làm vợ và cũng như một người vợ cho chủ mình. Trong lúc quan sát nhiều nàng chó và chủ của chúng từ cửa số, Pongo xác định được người bạn đời hoàn hảo cho mình, cô chó đốm Perdita và cô chủ Anita. Pongo nhanh chóng giục ông chủ Roger ra khỏi nhà và kéo anh đến công viên để sắp đặt một cuộc gặp gỡ. Roger và Anita yêu nhau và đám cưới.
Sau đó, cô chó đốm Perdita sinh một lứa 15 chú chó con. Cũng trong đêm sinh nở, một người bạn cùng lớp giàu có của Anita bất ngờ đến thăm, tên là Cruella de Vil. Bà ta muốn mua trọn đám chó con nhưng Roger quả quyết rằng anh không bán chó. Một vài tuần sau, Cruella de Vil thuê hai gã du đảng Jasper và Horace đến nhà Roger và Anita bắt cóc lũ chó. Cục cảnh sát Scotland Yard được nhờ tìm kiếm tung tích đám chó con nhưng không tìm được, chó cha Pongo và chó mẹ Perdita đã sử dụng "phản ứng sủa dây chuyền vào lúc chập choạng", một cách truyền tin của loài chó, để nhờ sự giúp đỡ của các con chó khác ở khắp London.
Một chú chó chăn cừu tên Colonel (Tổng tư lệnh) cùng với người bạn đồng hành của mình là chú ngựa xám Captain (Đội trưởng) và một chú mèo mướp Sergeant Tibbs (Trung sĩ Tibbs) tìm thấy đám chó con trong một nơi được gọi là Hell Hall (Toà nhà Địa Ngục). Đây thực chất là một căn nhà bỏ hoang siêu vẹo của gia đình Cruella, hay còn gọi là The De Vil Place. Nhiều chú chó con đốm khác được Cruella mua từ các cửa tiệm bán thú cũng được tìm thấy ở đây. Khi mèo Tibbs nghe được rằng những chú cho con này sẽ bị đưa đi làm áo lông thú da chó, chó Colonel đã nhanh chóng truyền tin về London. Nhận được tin nhắn, Pongo và Perdita rời London để đến cứu lũ con của mình. Mùa đông tới, Pongo và Perdita phải vượt sông Stour, lúc này đang chảy nhanh và đầy những mảnh băng vỡ. Trong khi đó, mèo Tibbs nghe trộm được rằng mụ Cruella đã ra lệnh cho hai gã du côn Jasper và Horace giết đám chó ngày trong đêm vì lo sợ cảnh sát sẽ sớm tìm được chúng. Mèo Tibbs cố gắng cứu thoát đám chó con trong khi Jasper và Horace đang mải mê xem tivi, nhưng không may hai gã sớm xem xong truyền hình và đến bắt lại lũ chó trước khi mèo Tibbs có thể đưa toàn bộ đám chó con ra khỏi căn nhà. Đúng lúc hai gã du côn chuẩn bị hành hình đám chó con, Pongo và Perdita xông vào và chống cự lại Jasper và Horace, trong khi đó thì chó Colonel và mèo Tibbs dẫn đường cho lũ chó con ra khỏi căn nhà.
Gặp lại các con của mình trong vui sướng, Pongo và Perdita nhận ra mình không chỉ giải cứu 15 đứa con mà thôi, còn có tới 84 chú chó con khác. Tính cả luôn Pongo và Perdita, tổng cộng có tất cả 101 con chó đốm. Sau khi nghe được lời kể của lũ con, Pongo và Perdita rất sốc và quyết định sẽ nhận nuôi toàn bộ 84 chó con kia và quả quyết ông bà chủ Roger và Anita sẽ không từ chối. Toàn bộ gia đình chó đốm bắt đầu chuyến hành trình về nhà trong mùa đông rét mướt, toàn bộ sông suối đều đóng băng cứng ngắt. Những con thú khác giúp chúng tìm về nhà trong suốt chuyến đi. Trong lúc ấy, mụ Cruella và hai tên Jasper, Horace đang đuổi theo. Ngang qua một thị trấn, gia đình chó đốm nguỵ trang bằng cách lăn vào tro than để trông giống như loài chó Labrador Retrievers, và nhanh chóng leo lên một chiếc xe chở hàng đi về hướng London. Khi xe vừa lăn bánh, tuyết tan rơi xuống làm bong lớp nguỵ trang của mấy chú chó đốm và mụ Cruella phát hiện. Tức giận, mụ điên cuồng phóng đuổi theo chiếc xe chở hàng và cho xe của mình tông vào chiếc xe tải. Nhưng hai tên Jasper và Horace lại cho xe tấn công từ phía trên và lao vào xe mụ khiến cả hai xe rơi xuống vực khá sâu và hư hỏng nặng. Cả mụ Cruella và hai tên du côn thất bại. Mụ Cruella la lên trong thất vọng trong khi xe chở hàng tiếp tục lái đi nhưng gã Jasper cuối cùng do quá mệt mỏi nên đã lấy hết can đảm kêu mụ "Câm mồm!".
Trở lại London, Roger và Anita cùng bà giúp việc đang cố gắng lấy lại tinh thần để làm tiệc mừng Giáng Sinh và cũng để ăn mừng cho bài hát đầu tiên thành công của Roger, một ca khúc về mụ Cruella, nhưng họ vẫn rất nhớ những con chó của mình. Bất ngờ, tiếng chó sủa bên ngoài vọng vào, bà giúp việc ra mở cửa thì một đàn chó chạy vào và ngồi khắp nhà. Sau khi lau hết đám bụi tro than trên lũ chó, cả ba người vui mừng nhận ra rằng những chú chó cưng của họ đã trở về. Đếm lại số chó con và thấy rằng có thêm đến 84 chú chó con đốm, Roger và Anita quyết định dùng số tiền lợi nhuận thu được từ ca khúc mới để mua một căn nhà lớn ở vùng đồng quê, nơi họ có thể nuôi 101 chú chó đốm.

## Lồng tiếng
- Rod Taylor trong vai Pongo, chú chó cưng của Roger, chồng của Perdita, cha của 15 trong số 99 chú chó con.
- Cate Bauer trong vai Perdita, cô chó cưng của Anita, vợ của Pongo, mẹ của 15 trong số 99 chú chó con.
- Betty Lou Gerson trong vai Cruella De Vil, người phụ nữ giàu có nhưng ác độc và lập dị đã bắt cóc các con của Pongo và Perdita để làm áo khoác lông. Bà ta cực kỳ thích áo khoác lông, nhưng trong xuyên suốt phim bà ta chỉ mặc một chiếc chiếc áo khoác lông trắng dày cộm. Dưới lớp áo khoác, bà ta mặc một bộ đồ bơi bó sát. Cruella hút thuốc liên tục và lái một chiếc xe hơi Bugatti Type 57 màu đỏ. Bà ta là bạn cùng lớp của Aninta trước đây, cho nên Anita nghĩ Cruella vẫn là một người tốt mặc cho những hành vi lập dị của mụ. Tuy nhiên, Roger không tin như thế và nghi ngờ rằng Cruella chính là kẻ bắt cóc đám chó con (thực sự là vậy). Gerson cũng lồng tiếng cho nhân vật Birdwell, người đàn bà làm thí sinh trong chương trình "What's My Crime?" ("Tội của tôi là gì?")
- Ben Wright trong vai Roger Radcliffe, chủ của chú chó Pongo và chồng của Anita. Anh là một nhạc sĩ và sau đó thành công và giàu có với ca khúc viết về Cruella mang tên "Cruella de Vil". Bill Lee lồng giọng hát của Roger trong phim.
- Lisa Davis trong vai Anita Radcliffe, chủ của cô chó Perdita và vợ của Roger.
- Martha Wentworth trong vai Nanny. Bà giúp việc của gia đình Radcliffe, rất thương yêu mọi người và đảm đang nhưng cũng rất hay rối rít. Bà rất ghét Cruella. Bà không thích bị trêu ghẹo và rất thương lũ chó con, nhưng lúc nguy cấp thì quỷnh quáng không biết làm gì ngoại trừ báo động. Wentworth cũng lồng tiếng cho cô bò Queenie, một trong 3 cô bò cái cho đám chó con uống sữa khi chúng tìm nơi ẩn nấp qua cơn lạnh; và Lucy, cô ngỗng cái giúp lan truyền tin tức về đám chó con mất tích.
- Frederick Worlock và J. Pat O'Malley trong vai hai gã du côn Horace và Jasper bắt cóc lũ chó con, tay chân của Cruella. Jasper cao và ốm, Horace thì mập và lùn; tuy nhiên cả hai thực tế là anh em sinh đôi. Hai gã thường xuyên cãi nhau. Mặc dù bề ngoài cả hai đều trông có vẻ đần độn, Horace lại có vẻ thông minh hơn Jasper nhưng lại sợ Jasper một cách tuyệt đối vì Jasper luôn to tiếng hơn. Jasper không tin rằng lũ chó là loài có trí khôn, cũng như không nghĩ rằng em hắn, Horace, là đứa thông minh. Jasper uống rượu còn Horace thì ăn bánh mì. Cả hai thích xem "What's My Crime?", một chương trình truyền hình phát sóng hàng tuần trong đó các thí sinh tham gia phải đoán xem ai là tội phạm. Một trong những khách mời của chương trình tên Percival "Meathead" (Đầu thịt heo) Faunsquater, là người quen của hai gã. O'Malley cũng lồng tiếng cho nhân vật chó Colonel, một chú chó chăn cừu đã giúp đỡ Pongo và Perdita tìm con của mình. Worlock cũng lồng tiếng cho nhân vật điều tra viên Craven, một thí sinh trong chương trình "What's My Crime?"
- Thurl Ravenscroft trong vai Captain, chú ngựa xám tham gia giúp đỡ Pongo và Perdita tìm lại các con.
- David Frankham trong vai Trung sĩ Tibbs, chú mèo mướp đóng vai trò chủ chốt trong kế hoạch giải cứu mấy chú cún con khỏi bàn tay của Cruella.
- Mimi Gibson trong vai Lucky, chú chó con còi cọc của Pongo và Perdita, suýt chết lúc mới sinh. Chú mang tên "Lucky" (may mắn) vì được Roger cứu sống. Lucky rất thích xem tivi và được phác hoạ là nhân vật hay gây rắc rối.
- Barbara Baird trong vai Rolly, chú chó con lúc nào cũng đói, và được phác hoạ mập mạp hơn so với anh em của mình. Dây đeo cổ của Rolly khá chật quanh cổ và các ngấn mỡ thì xệ xuống phía duới.
- Mickey Maga trong vai Patch, chú chó con yêu thích Thunderbolt và có một cái đốm ở mắt. Patch rất hung hãn, hay sủa và gầm gừ, nhưng lại rất sợ Cruella de Vil. Patch đóng vai chính trong phần hai của phim 101 Dalmatians II: Patch's London Adventure (101 con chó đốm: Chuyến du hành của Patch ở London)
- Sandra Abbott trong vai Penny, cô chó con không được đặt tên bởi thói quen tính cách hay vẻ ngoài. Penny là một trong hai cô chó con trong đàn chó con, con còn lại là Freckles.
- Mary Wickes trong vai Freckles, một cô chó con có đốm dọc sống mũi như tàn nhang trên mũi trẻ nhỏ. Freckles lúc nào cũng hay buồn ngủ và thường hỏi nhiều.
- Tudor Owen trong vai Towser, chú chó thuộc giống chó bloodhound tham gia giúp đỡ Pongo và Perdita tìm lại các con.
- George Pelling trong vai Danny, chú chó thuộc giống chó cao Great Dane giúp đỡ Pongo và Perdita.
- Queenie Leonard trong vai Princess, một trong 3 cô bò cái giúp đám chó con khi chúng tìm chỗ tránh lạnh.
- Marjorie Bennet trong vai Duchess, một trong 3 cô bò cái giúp đám chó con khi chúng tìm chỗ tránh lạnh.
- Barbara Luddy trong Rover, một trong 84 chú chó con đốm mà Cruella bắt cóc.
- Rickie Sorensen trong vai Spotty, một trong 84 chú chó con đốm mà Cruella bắt cóc.
- Tom Conway trong vai Collie, một chú chó thuộc giống Labrador giúp bầy chó đốm tìm đường trở về London. Conway cũng lồng tiếng cho nhân vật Quizmaster, người dẫn chương trình của "What's My Crime?"
- Paul Wexler trong vai người sửa xe
- Basil Ruysdale trong vai người lái xe chở hàng
- Paul Frees trong vai Dirty Dawson, kẻ phản diện trong chương trình The Thunderbolt Adventure Hour (Những cuộc phiêu lưu của Thunderbolt), một chương trình truyền hình mà gia đình chó đốm hay xem.
- Lucille Bliss trong vai ca sĩ hát nhạc quảng cáo, người hát bài "Canine Crunchies" quảng cáo thức ăn cho chó.

## Sản xuất

### Phát triển cốt truyện
Nhà văn Dodie Smith viết tiểu thuyết "Một trăm linh một chú chó đốm" vào năm 1956. Năm 1957, khi Walt Disney đọc tiểu thuyết này, ông đã rất thích và nhanh chóng mua lại tác quyền. Nhà văn Dodie Smith luôn bí mật hy vọng rằng Disney sẽ chuyển thể tiểu thuyết thành phim. Disney nhờ Bill Peet chuyển thể câu chuyện. Đây là lần đầu tiên một phim điện ảnh của Disney có cốt truyện được viết chỉ bởi một người. Trong hồi ký của mình, Peet cho biết ông được Disney giao nhiêm vụ viết kịch bản thật cụ thể trước khi dàn dựng kịch bản. Vì Peet chưa bao giờ sử dụng máy đánh chữ, nên ông đã viết bản nháp sơ khảo bằng tay trên một tấm bảng lớn màu vàng. Ông thu gọn một vài tình tiết trong tiểu thuyết nguyên bản và phát triển rộng một số khác, trong đó có việc loại bỏ nhân vật chồng và con mèo của Cruella, và gom hai chó mẹ trong tiểu thuyết thành một nhân vật là Perdita trong phim. Peet cũng giữ lại phân cảnh Pongo và Perdita cùng trao hôn ước cùng lúc với chủ của chúng. Tuy nhiên hội đồng thẩm định kịch bản khuyến cáo rằng phân cảnh này có thể sẽ gây phản cảm đối với một số khán giả sùng đạo nếu như thú vật mà cũng lặp lại những lời long trọng của một nghi lễ theo tôn giáo như đám cưới. Phân cảnh này sau đó đã được làm lại để bớt tính tôn giáo bằng cách để Roger và Anita mặc đồ cô dâu chú rể.
Hai thàng sau, Peet hoàn thành kịch bản và cho đánh máy ra đàng hoàng. Disney cho biết kịch bản rất hoàn hảo và để Peet bắt đầu dàn dựng. Thêm vào đó, Peet sẽ đảm nhận luôn phần thu âm lồng tiếng dẫn truyện. Mặc dù không tham gia vào phần sản xuất các phim điện ảnh của hãng thuồng xuyên như những năm trước, Disney luôn có có mặc trong những buổi họp kịch bản. Khi Peet gửi cho nhà văn Dodie Smith xem những phác thảo nhân vật trong phim, bà hồi đáp lại rằng Peet đã phát triển truyện của bà rất tốt và các mẫu phác thảo trông đẹp hơn rất nhiều so với những mẫu minh hoạ trong sách.

### Hình ảnh

#### Phương hướng nghệ thuật
Sau bộ phim Người Đẹp Ngủ Trong Rừng (1959) thất bại ở các phòng vé, đã có tin đồn râm ran rằng Disney sẽ đóng cửa phân xưởng sản xuất phim hoạt hình. Trong thời gian làm phim, Walt Disney đã bảo hoạ sĩ Eric Larson rằng: "Tôi không nghĩ chúng ta có thể tiếp tục được nữa, chi phí quá đắt." Tuy nhiên ông vẫn nung nấu một tình cảm sâu đậm cho phim hoạt hình vì ông xây dựng công ty dựa trên mục tiêu này.
Ub Iwerks, người đảm nhận những công đoạn đặc biệt tại xưởng phim, đã thử dùng kỹ thuật ảnh Xerox để hỗ trợ hoạt hoạ. Năm 1959, ông điều chỉnh máy chụp hình Xerox để chuyển các bản vẽ của các hoạ sĩ tham gia thành cel (giấy bóng trong suốt dùng trong vẽ phim hoạt hình) để loại bỏ quá trình đóng mực, vừa tiết kiệm thời gian và chi phí lại vừa đảm bảo tính tự nhiên của các yếu tố vẽ chì. Tuy nhiên, do còn một số hạn chế, nên máy chụp không thể giúp xoá bớt đi các nét phác thảo màu đen và cũng thiếu đi sự rực rỡ sinh động như tô mực bằng tay. Disney sử dụng kỹ thuật Xerox lần đầu tiên cho một số phân cảnh rừng gai trong phim Người Đẹp Ngủ Trong Rừng, và sử dụng hoàn toàn kỹ thuật này trong phim Goliath II. Trong phim 101 chú chó đốm, một trong những lợi ích của việc sử dụng kỹ thuật Xerox là giúp chế tác hoạt hoạ các con chó đốm dễ dàng hơn. Theo lời của Chuck Jones, với kỹ thuật này, Disney đã hoàn thành bộ phim trong thời gian chỉ bằng một nửa so với việc sử dụng kỹ thuật hoạt hoạ truyền thống để vẽ các con chó và đốm của chúng.
Ken Anderson là người đề xuất việc sử dụng kỹ thuật Xerox cho phim với Walt. Lúc ấy Walt đã không còn mấy mặn mà với phim hoạt hình và ông trả lời với Anderson rằng: "Ừ thì anh muốn thử cho vui thì anh cứ làm đi." Với phong cách vẽ trong phim, Anderson lấy cảm hứng từ hoạ sĩ tranh biếm hoạ người Anh tên Ronald Searle. Searle từng khuyên Anderson thử dùng bút Mont Blanc và mực Ấn Độ để thiết kế. Để thực hiện chuyển động của nhân vật trong phim, Anderson cũng tìm tòi sử dụng kỹ thuật Xerox trên một bức vẻ phông nền trước rồi sau đó ông dự định sẽ áp dụng kỹ thuậtnày trên toàn bộ hình ảnh. Làm việc cùng Anderson là hoạ sĩ phối màu Walt Peregoy, cả hai in riêng nét vẽ ra trên giấy vẽ trong suốt cel trước khi đặt lên phông nền. Thao tác này mang lại hiệu quả tương tự như kỹ thuật Xerox. Disney không thích cách vẽ này trong phim và cho rằng ông không thấy được sự "mộng mơ" như trong các phim khác của ông. Trong một buổi họp với Anderson và các nhân viên hoạt hoạ về tương lai của các phim sắp tới, Walt nói "Không bao giờ được làm phim cái kiểu như trong phim 101 con chó đốm này" và ông nhấn mạnh "Ken Anderson sẽ không được phép làm đạo diễn hình ảnh thêm một lần nào nữa".
Ken Anderson nhớ hoài việc này, nhưng sau đó Walt cũng tha thứ cho Anderson trong lần cuối Walt tới thăm xưởng sản xuất cuối năm 1966. Anderson thuật lại trong một bài phỏng vấn: "Ông ấy trong rất yếu. Tôi nói "Gặp lại ông, tôi rất mừng" và ông ấy nói "Anh biết anh làm gì trong phim Chó Đốm rồi đó." Ông ấy không nói gì thêm nhưng nhìn mắt ông, tôi biết ông ấy đã bỏ qua mọi chuyện và tôi nghĩ rằng trong suy nghĩ của Walt, những gì tôi làm trong phim 101 chú chó đốm cũng không đến nỗi tệ. Đó là lần cuối tôi gặp ông ấy. Vài tuần sau, tôi nghe tin ông qua đời."

#### Diễn mô phỏng
Cũng như các phim trước đó của Disney, diễn viên người thật sẽ diễn các động tác mô phỏng để xem cái nào được cái nào không trước khi quá trình hoạt hoạ bắt đầu. Nữ diễn viên Helene Stanley diễn mô phỏng động tác cho nhân vật Anita. Bà cũng làm tương tự cho các nhân vật trong phim Lọ Lem và nhân vật công chúa Aurora trong phim Người Đẹp Ngủ Trong Rừng. Nữ diễn viên Mary Wickes diễn mô phỏng cho nhân vật Cruella de Vil.

#### Chế tác hoạt hoạ cho nhân vật
Marc Davis là hoạ sĩ duy nhất cho nhân vật Cruella de Vil. Trong thời gian làm phim, Davis cho biết ông lấy ý tưởng cho nhân vật Cruella từ Bette Davis (chỉ cùng họ, không có dính dáng gì với Marc Davis), Rosalind Russel, và Tallulah Bankhead. Ông cũng lấy hình mẫu từ diễn viên lồng tiếng cho Cruella là Betty Lou Gerson để vẽ thêm phần xương gò má cho nhân vật. Sau đó Davis khen ngợi: "Giọng nói của Betty Lou là một trong những giọng nói xuất sắc nhất mà tôi từng có cơ hội làm việc chung. Một chất giọng như Betty Lou luôn tạo cho người nghe nhiều cảm hứng. Có cơ hội nghe giọng của cô mà không nắm bắt được để làm việc thì thôi coi như là uổng phí lắm!". Tóc của nhân vật Cruella có màu trắng/đen như các hình minh hoạ trong tiểu thuyết, Davis vẽ thêm kiểu rối bù cho sinh động hơn nhờ nhìn vào các tạp chí tóc từ 1940 cho tới thời điểm sản xuất phim. Áo khoác của Cruella được vẽ lố lăng thêm để phù hợp với tính cách mạnh bạo, và đường thân áo được tô đỏ vì "đỏ là màu có liên quan tới hình ảnh ác quỷ."

#### Tuyển diễn viên
Trước khi lồng tiếng cho các phim nổi tiếng như The Birds và The Time Machine, diễn viên người Úc Rod Taylor đã có nhiều năm kinh nghiệm trên đài phát thanh, và ông được nhận vai chú chú Pongo. Các nhà làm viên thận trọng tuyển các giọng lồng tiếng trầm hơn cho các chú chó so với giọng của các nhân vật ông bà chủ để nghe có lực hơn. Walt Disney ban đầu để nữ diễn viên Lisa Davis lồng tiếng cho nhân vật Cruella de Vil, nhưng cô thấy không thích hợp và cô muốn lồng tiếng cho vai Anita. Disney đồng ý sau khi để cả hai nữ diễn viên đọc kịch bản lần thứ hai